# Jean-Claude Farhi

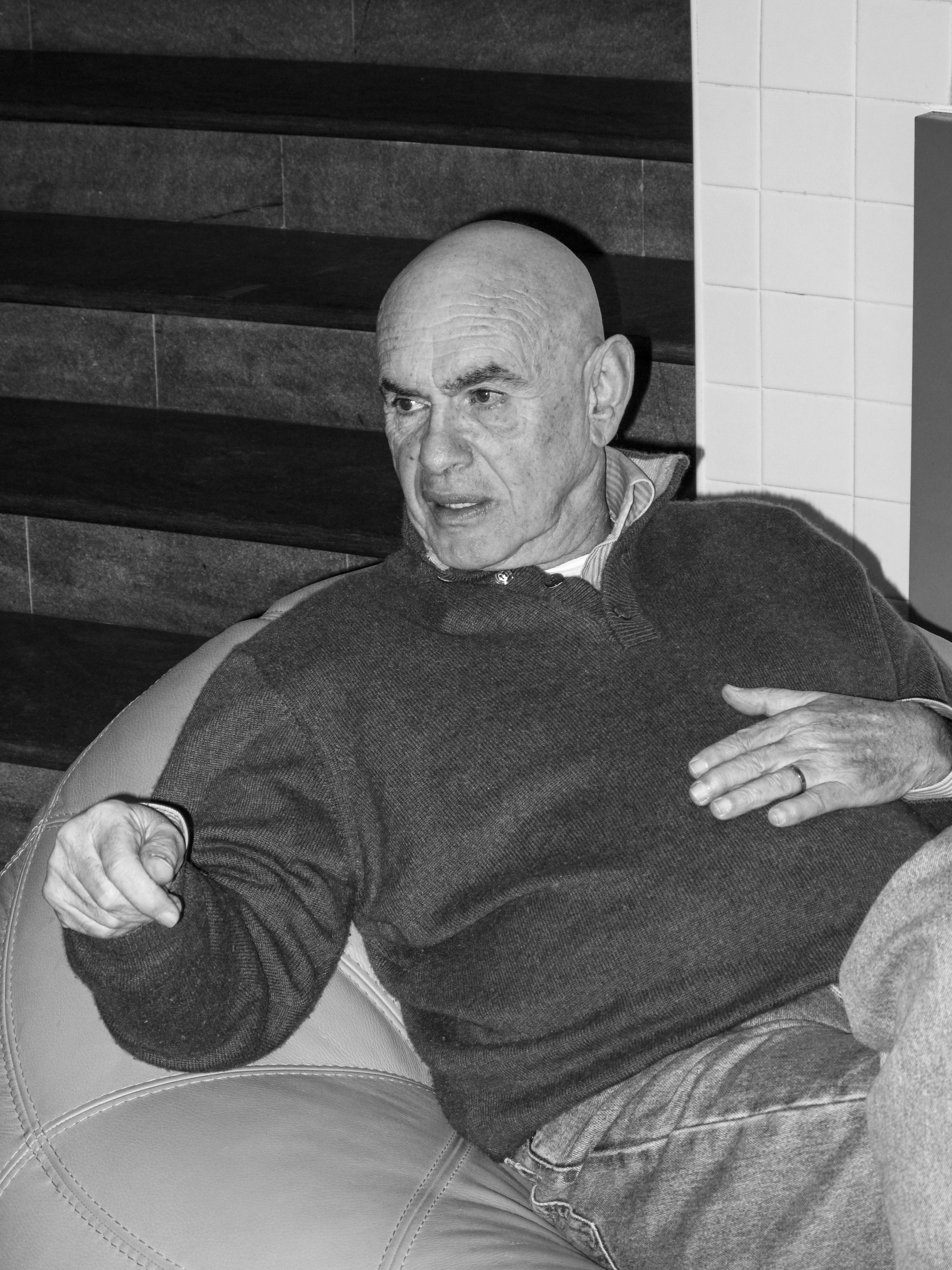
Jean-Claude Farhi

Jean-Claude Farhi (* 11. Februar 1940 in Paris; † 7. September 2012 in Monaco) war ein französischer Bildhauer und Plastiker.

## Leben und Werk
Jean-Claude Farhi lebte ab 1946 in Bogota, Kolumbien. 1957 zog er nach Nizza, wo er an der Kunstgewerbeschule Zeichenunterricht nahm. Von 1960 bis 1962 leistete er Militärdienst, teilweise in Algerien. Wieder in Nizza hatte er Kontakt zu verschiedenen Künstlern wie Benjamin Vautier (* 1935) und Robert Malaval (* 1937) sowie zu den Künstler des Nouveau Réalisme wie Martial Raysse (* 1936) und Armand Pierre Fernandez. Durch sie lernte er den Kunstkritiker Pierre Restany (1930–2003) kennen. 
Farhi schuf 1965/1966 sogenannte «Motorcolors», später Plexiglas- und Metallskulpturen. Er arbeitete auch eine Zeitlang mit César Baldaccini zusammen. Ab 1968 konnte er in der Galerie von Iris Clert ausstellen. Farhi widmete sich hauptsächlich Plexiglasskulpturen, die aus Elementen wie Säulen, Scheiben und Pyramiden zusammengesetzt waren. Später schuf er große Skulpturen, die als «variable Geometrie» bekannt wurden. Seine letzte monumentale Skulptur «Secret Point» aus Corténstahl widmete er seiner Tochter Domitilla Farhi. Die Skulptur wurde in Saint-Paul-de-Vence auf der Verkehrsinsel unterhalb der Fondation Maeght und wenige Kilometer von seinem Atelier entfernt aufgestellt.

## Website
- Website von Jean-Claude Farhi
- Jean-Claude Farhi In: Artnet
- Jean-Claude Farhi In: WorldCat
- Farhi, Jean-Claude In: Deutsche Biographie